# Простір Фреше
Простір Фреше (F-простір) — повний локально опуклий простір із зліченною системою напівнорм, топологія якого може бути задана метрикою. Через метризовуваність до простору Фреше може бути застосована теорема Бера про категорію. Названий на честь Моріса Фреше.
Окремими випадками просторів Фреше є банахові простори. Простори Фреше зберігають низку важливих властивостей банахових просторів, і це робить їх зручними моделями локально опуклих просторів в математиці. Зокрема, в класі просторів Фреше справедливі
- Теорема Бера,
- Принцип рівномірної обмеженості,
- Теорема Банаха про відкриті відображення,
- Теорема Банаха про обернений оператор.

Всі простори Фреше стереотипні. В теорії стереотипних просторів подвійними об'єктами до просторів Фреше є простори Браунера.